# Campbell Station
Campbell Station è una città statunitense situata nello Stato dell'Arkansas, nella Contea di Jackson.